# Rebecca Balding
Rebecca Balding (Little Rock, Arkansas, 21 de septiembre de 1948-Park City, Utah, 18 de julio de 2022) fue una actriz estadounidense conocida por sus apariciones en series como Soap y Charmed .

## Vida y carrera
Balding nació en Little Rock, Arkansas . Asistió a la Universidad de Kansas . Tuvo el papel de Carol David, madre del hijo de Jodie Dallas, en Soap, apareciendo en 19 episodios desde 1978 hasta 1980. Balding interpretó a Corky Crandall en 1979 en la comedia Makin' It, así como a la reportera original Carla Mardigian durante los primeros tres episodios de la temporada inaugural de 1977 de la serie dramática Lou Grant, protagonizada por Ed Asner, antes de que ese personaje fuera eliminado. una reportera diferente. Ese mismo año volvió a aparecer junto a Asner, interpretando a su hija Julie, en el clásico telefilme navideño The Gathering . También en 1977, Balding interpretó a Amy Franklin en Deadly Game, una película protagonizada por Andy Griffith y James Cromwell . En 1980 protagonizó el piloto de la comedia Mr. and Mrs. and Mr., que nunca progresó como serie. En 1996, hizo una aparición especial en  7th Heaven como Ellen, la madre de la nueva novia de Matt, Tia.
En 1998, Balding interpretó a la tía Jackie en el episodio de la primera temporada " La cuarta hermana " de Charmed . Más tarde regresó al programa durante su cuarta temporada en 2002 con un papel diferente. Balding interpretó al personaje recurrente Elise Rothman, editora en jefe de un periódico y jefa de Phoebe Halliwell (interpretada por Alyssa Milano ). Interpretó el papel hasta la octava y última temporada del programa en 2006.
Balding estaba casada con el productor de televisión James L. Conway, a quien conoció durante una audición para un papel en la película de terror de 1981 The Boogens, que Conway dirigió y en la que Balding finalmente protagonizó.
Balding falleció el 18 de julio de 2022, a los 73 años, tras haber padecido un cáncer de ovario .

## Filmografía

### Cine
| Año  | Título              | Role           |
| ---- | ------------------- | -------------- |
| 1979 | El grito silencioso | scott parker   |
| 1981 | The Boogens         | trish michaels |
| 1983 | Besa mis granos     | doris ana      |
| 2005 | El sueño de ayer    | Sra. Woodward  |

### Televisión
| Year      | Title                          | Role                      | Notes                                             |
| --------- | ------------------------------ | ------------------------- | ------------------------------------------------- |
| 1976      | The Bionic Woman               | Parker                    | "Jaime's Shield: Parts 1 & 2"                     |
| 1976      | Starsky & Hutch                | Officer Perkowitz         | "Little Girl Lost"                                |
| 1977      | Lou Grant                      | Carla Mardigian           | "Cophouse", "Hostages", "Hoax"                    |
| 1977      | Deadly Game                    | Amy Franklin              | TV film                                           |
| 1977      | The Gathering                  | Julie                     | TV film                                           |
| 1978      | Starsky & Hutch                | Mickie Marra              | "Class in Crime"                                  |
| 1978      | Barnaby Jones                  | Maggie Revell             | "Prime Target"                                    |
| 1978      | The Rockford Files             | Carol Lansing             | "Dwarf in a Helium Hat"                           |
| 1978–80   | Soap                           | Carol David               | Recurring role, 19 episodes                       |
| 1979      | The French Atlantic Affair     | Harriet Kleinfeld         | TV miniseries                                     |
| 1979      | Makin' It                      | Corky Crandall            | Main role                                         |
| 1979      | Supertrain                     | Ellen Bradford            | "The Green Girl"                                  |
| 1979      | Insight                        | Gally                     | "Checkmate"                                       |
| 1979      | The Gathering, Part II         | Julie                     | TV film                                           |
| 1980      | Mr. and Mrs. and Mr.           | Widow                     | TV film                                           |
| 1981      | I'm a Big Girl Now             | Judy                      | "Best Friends"                                    |
| 1983      | Cagney & Lacey                 | Sonia Maltese             | "Burn Out"                                        |
| 1983      | Hotel                          | Penny Domenico            | "Flashback"                                       |
| 1983      | Matt Houston                   | Nan Kimball               | "The Woman in White"                              |
| 1984      | Matt Houston                   | Sarah                     | "Apostle of Death"                                |
| 1984      | Gimme a Break!                 | Wendy                     | "Herbie"                                          |
| 1984      | The Mississippi                | Deborah                   | "Home Again"                                      |
| 1984      | Family Ties                    | Karen Banks               | "Working at It"                                   |
| 1985      | MacGruder and Loud             | Sandy                     | "Tarnished Blues"                                 |
| 1985      | Brothers                       | Janey Waters              | "It Ain't Over Til It's Over"                     |
| 1985      | Trapper John, M.D.             | Anna Tinker               | "Billboard Barney"                                |
| 1986      | The Fall Guy                   | Sandra Andrews            | "The Lucky Stiff"                                 |
| 1987      | Our House                      | Gale Witherspoon          | "Past Tense, Future Tense: Parts 1 & 2"           |
| 1987      | MacGyver                       | Susan Walker              | "Back from the Dead"                              |
| 1989      | The Robert Guillaume Show      | Jenny                     | "First Date"                                      |
| 1989-90   | Paradise                       | Mary McBride              | Recurring role                                    |
| 1990      | Free Spirit                    | Meg Snyder                | "We Gotta Be Me"                                  |
| 1990      | Designing Women                | Melinda                   | "And Now, Here's Bernice"                         |
| 1992      | Bodies of Evidence             | Karen Turner              | "Echoes in the Dark"                              |
| 1993      | Home Improvement               | Leslie Morrison           | "Feud for Thought"                                |
| 1995      | University Hospital            | Nancy Reynolds            | "Shadow of a Doubt"                               |
| 1996      | 7th Heaven                     | Ellen Jackson             | "Now You See Me"                                  |
| 1997      | Beverly Hills, 90210           | Jill Abernathy            | "Toil and Trouble", "Deadline"                    |
| 1998      | Melrose Place                  | Nora Larner               | "M.P. Confidential", "The Nasty Minded Professor" |
| 1998      | Beyond Belief: Fact or Fiction | Gwen Chandler             | "Bon Voyage"                                      |
| 1998–2006 | Charmed                        | Aunt Jackie/Elise Rothman | Recurring role, 23 episodes                       |
| 1999      | Love Boat: The Next Wave       | Ms. Leigh                 | "About Face"                                      |
| 2000      | ER                             | Ms. Garvey                | "Mars Attacks"                                    |